# La Femme fardée
Pour plus de détails, voir Fiche technique et Distribution.
La Femme fardée est un film français réalisé par José Pinheiro, adapté d'un roman de Françoise Sagan et sorti en 1990.

## Synopsis
Divers passagers partent pour une croisière de quelques jours en Méditerranée sur un bateau de luxe : il y a là Edma Bautet-Lebrêche et son époux Armand ; Éric Lethuillier, directeur d'un journal "de gauche" et son épouse Clarisse ; Julien, escroc plein de charme ; Andréas Fayard, gigolo de son état ; Simon Béjart, producteur de cinéma et Olga Lamouroux, actrice. Ils seront divertis par la diva Doria Doriacci et le musicien Hans-Helmut Kreuze. Le capitaine Ellédocq et son second Charley Bollinger les accompagnent.
Durant cette croisière, les couples évoluent, le drame affleure.

## Fiche technique
- Titre : La Femme fardée
- Réalisation : José Pinheiro, assisté d'Olivier Péray
- Scénario : Frédéric H. Fajardie, Jacques Cortal, Jean-Jacques Pauvert, Lou Inglebert et José Pinheiro d'après le roman éponyme de Françoise Sagan
- Production : Benjamin Simon et Jean-Bernard Fetoux
- Musique : Jean-Marie Sénia
- Son: Michel Laurent
- Photographie : Raoul Coutard
- Montage : Claire Pinheiro
- Décors : Théobald Meurisse
- Costumes : Marie-Françoise Perochon
- Pays d'origine :  France
- Format : couleur
- Genre : comédie
- Date de sortie : 1990

## Distribution
- Jeanne Moreau : La Doria
- Jacqueline Maillan : Edma Bautet-Lebrêche
- André Dussollier : Julien Peyrat
- Laura Morante : Clarisse Lethuillier
- Daniel Mesguich : Eric Lethuillier
- Anthony Delon : Andréas Fayard
- Jean-Marc Thibault : Simon Béjard
- Philippe Khorsand : Charley
- Désirée Nosbusch : Olga Lamouroux
- Jacques Fabbri : Elledocq